# Viktor Vasilyevich Talalikhin

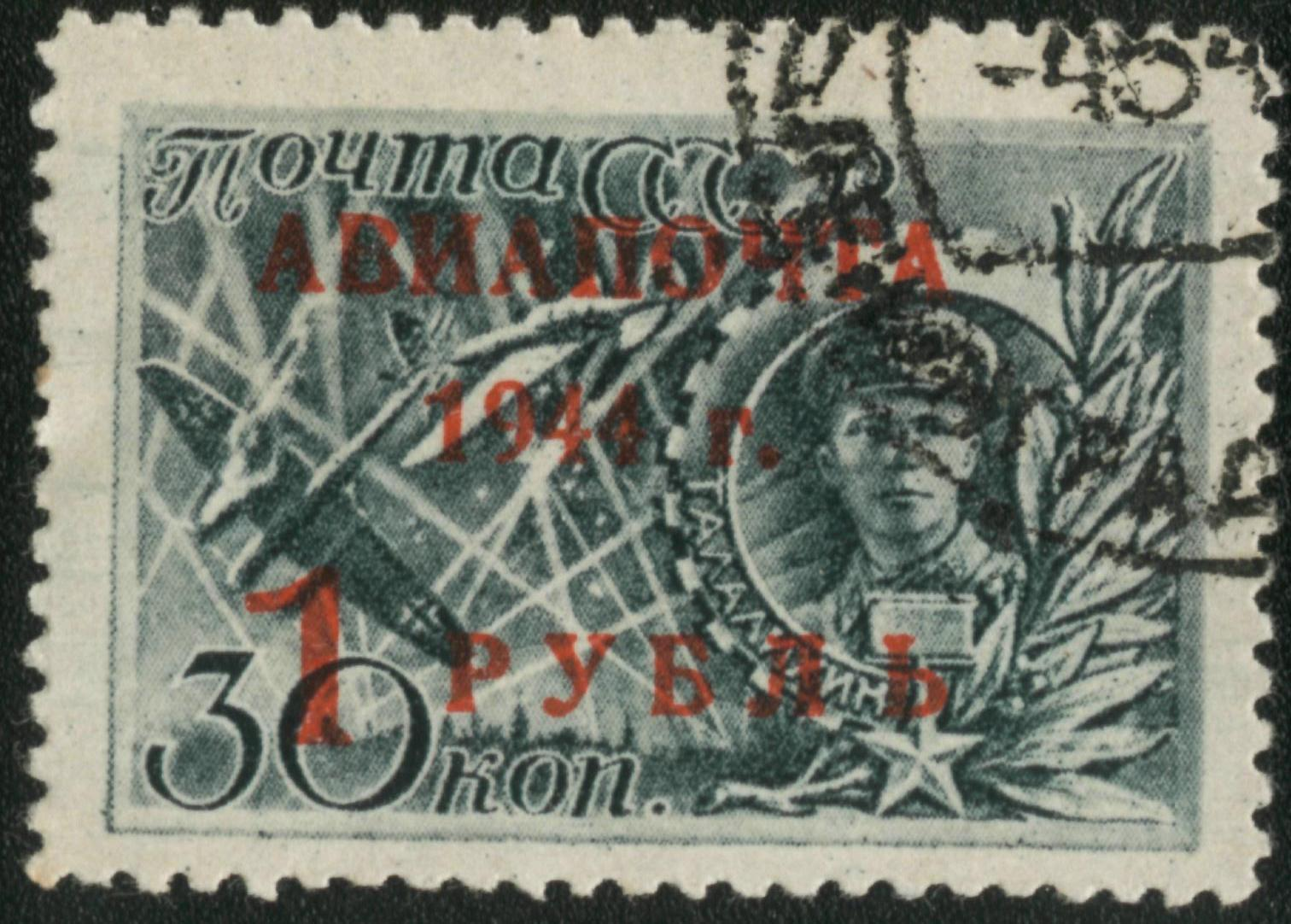
Con tem bưu chính Liên Xô 1943 mô tả cú va chạm của Talalikhin

Viktor Vasilyevich Talalikhin (tiếng Nga: Виктор Васильевич Талалихин; 18 tháng 9 năm 1918 - 27 tháng 10 năm 1941) là một trung úy và phi công Liên Xô trong Chiến tranh Mùa đông và Chiến tranh Vệ quốc vĩ đại, và là Anh hùng Liên Xô, một trong những người đầu tiên thực hiện chuyến bay vào ban đêm.
Talalikhin trở thành phi công chiến đấu trong Lực lượng Không quân Liên Xô vào cuối những năm 1930, lái chiếc Polikarpov I-153 trong Chiến tranh Mùa đông. Ông phục vụ trong lực lượng phòng không của Moskva trong Chiến tranh Vệ quốc vĩ đại, thuộc một trung đoàn hàng không của Lực lượng Phòng không Liên Xô. Ông trở thành một trong những anh hùng không quân Liên Xô đầu tiên của cuộc chiến sau khi dùng chiếc Polikarpov I-16 của mình đâm vào một máy bay ném bom của Đức vào ban đêm. Talalikhin tuyên bố ba chiến thắng trong Chiến tranh Mùa đông và bốn chiến thắng trong trận phòng không của Moskva, trước khi bị bắn hạ và thiệt mạng vào cuối tháng 10 khi đang bay chiếc Mikoyan-Gurevich MiG-3.

## Khởi đầu binh nghiệp
Talalikhin sinh ngày 18 tháng 9 năm 1918 tại làng Teplovka thuộc Tỉnh Saratov trong một gia đình nông dân. Năm 1924, ông và gia đình chuyển đến Volsk, nơi ông học tại Trường Trung học số 1. Hè năm 1933, Talalikhin và gia đình một lần nữa chuyển đến Moskva, nơi ông tốt nghiệp trường công xưởng của Nhà máy chế biến thịt Moskva năm 1934. Talalikhin làm việc tại nhà máy từ năm 1934 đến năm 1937; ông tham gia một nhóm bay của nhà máy vào tháng 9 năm 1935 và đã tham gia các bài học bay tại câu lạc bộ bay quận Proletarsky. Talalikhin thực hiện chuyến bay một mình đầu tiên trên chiếc U-2 vào tháng 6 năm 1937.
Sau khi gia nhập Hồng quân vào tháng 12 năm đó, Talalikhin tốt nghiệp trường Phi công Quân sự Borisoglebsk thứ 2 vào tháng 12 năm 1938 với tư cách là Thiếu úy. Ông trở thành phi công cơ sở trong Phi đội 3 của Trung đoàn Hàng không Tiêm kích 27 (IAP), thuộc Lực lượng Không quân của Quân khu Moskva, lái máy bay hai tầng cánh Polikarpov I-153. Ông đã chiến đấu trong Chiến tranh Mùa đông tháng 11 năm 1939-tháng 3 năm 1940, thực hiện 47 lần xuất kích và giành được ba chiến thắng cá nhân  ngoài một chiến thắng được chia sẻ. Vì hành động của mình, Talalikhin đã nhận được Huân chương Sao Đỏ.
Mùa xuân năm 1941, ông tốt nghiệp khóa học chỉ huy bay và gia nhập Trung đoàn Hàng không Tiêm kích 177 thuộc Lực lượng Phòng không, được thành lập sau đó tại khu vực Moskva, với tư cách là chỉ huy bay trong Phi đội 1.

## Chiến tranh Vệ quốc vĩ đại
Năm 1941, sau vài tuần đầu chiến đấu khi Chiến tranh Vệ quốc vĩ đại nổ ra, ông được thăng lên làm phó chỉ huy Phi đội 1, thuộc Trung đoàn hàng không tiêm kích 177 của Lực lượng Phòng không Liên Xô, đảm nhận nhiệm vụ cấp phòng không cho Moskva. Talalikhin thực hiện nhiệm vụ chiến đấu đầu tiên vào ngày 22 tháng 7.
Ông đã bắn rơi một chiếc Junkers Ju 88 vào đêm ngày 5–6 tháng 8. Vào đêm ngày 6–7 tháng 8 năm 1941, khi bay trên chiếc máy bay tiêm kích Polikarpov I-16 tuần tra trên bầu trời Moskva, Talalikhin đã chủ động đâm máy bay của mình vào một máy bay ném bom Heinkel He 111 của Đức sau khi đã bắn hết đạn, phá hủy cả hai máy bay. Tuy bị thương bởi hỏa lực súng máy từ máy bay ném bom Đức, ông đã nhảy dù an toàn xuống một hồ nước nhỏ. Ông được cho là phi công đầu tiên trong lịch sử đâm vào máy bay địch vào ban đêm, và được truyền thông Liên Xô tôn vinh là anh hùng không quân đầu tiên của Liên Xô trong Thế chiến thứ hai. Tuy nhiên, trước đó, Pyotr Yeremeyev, một phi công phòng không khác của Moskva, cũng đã thực hiện thành tích tương tự vào ngày 29 tháng 7. Ngày 8 tháng 8, Talalikhin được trao tặng danh hiệu Anh hùng Liên Xô và Huân chương Lenin. Ông nhanh chóng trở thành chỉ huy phi đội trong trung đoàn hàng không 177. 

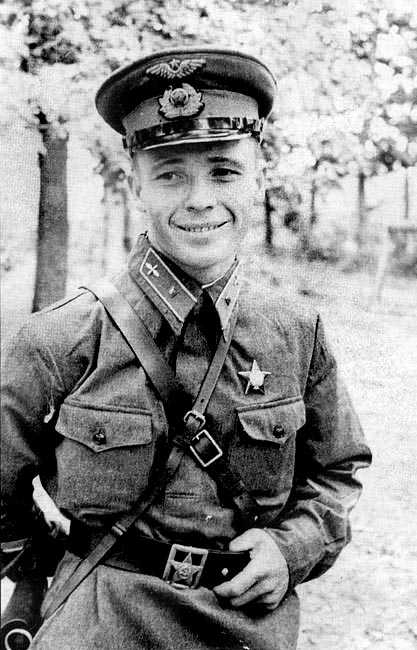
Chân dung Thiếu úy Victor Talalihkin

Sau đó, Talalikhin bắt đầu bay Mikoyan-Gurevich MiG-3. Vào ngày 27 tháng 10, ông dẫn đầu một nhóm hỗn hợp gồm hai chiếc MiG-3 và sáu chiếc I-16, hỗ trợ hoạt động tấn công mặt đất ở Podolsk. Khi đến gần làng Kamenka, trong khi bổ nhào tấn công các vị trí của quân Đức, ông bị phục kích bởi sáu chiếc Messerschmitt Bf 109 tấn công từ độ cao lớn hơn. Talalikhin được ghi nhận đã bị bắn hạ hai chiếc Messerschmitt Bf 109 trước khi bị một chiếc thứ ba bắn hạ và giết chết.
Thi hài của ông được gửi đến Moskva và được hỏa táng. Ngày 23 tháng 2 năm 1959, chiếc bình đựng tro cốt của ông đã được chuyển đến an táng tại Nghĩa trang Novodevichy.

## Di sản
Các đài tưởng niệm về Talalikhin được xây dựng ở Moskva và Podolsk, và một đài tưởng niệm được đặt ở km 43 của Xa lộ Warszawa, nơi diễn ra cú đâm đầu tiên của ông. Các đường phố được đặt theo tên của Talalikhin gồm có ở Moskva, Kaliningrad, Volgograd, Krasnoyarsk, Vladivostok và Borisoglebsk.
Các mảnh vỡ của chiếc He 111 mà ông đã hạ gục được trưng bày trong Bảo tàng Lực lượng Vũ trang Trung ương. Vào tháng 6 năm 2014, mảnh vỡ của I-16 được xác định là chiếc máy bay Talalikhin đã lái đâm vào máy bay ném bom, cũng được phát hiện trong một khu rừng cách Moskva 20 km.